# Prusias nugalis
Prusias nugalis là một loài nhện trong họ Sparassidae.
Loài này thuộc chi Prusias. Prusias nugalis được Octavius Pickard-Cambridge miêu tả năm 1892.